# GDTV
GDTV of Guangdong Television is de provinciale televisiemaatschappij van de Chinese provincie Guangdong. Het is gevestigd in de provinciehoofdstad Kanton. Deze televisiemaatschappij werd in 1957 opgericht en was de eerste televisiemaatschappij in Volksrepubliek China op provinciaal niveau. GDTV werkt vaak met CQTV/Chongqing Television. GDTV heeft veertien zenders, waarvan twee televisiezenders een samenwerking is met CQTV. De meeste zenders van GDTV gebruiken het Standaardmandarijn als voertaal. De zenders GDTV Zhujiang en GDTV Zhujiang buitenland gebruiken het Standaardkantonees als voertaal.
De Maleisische zender Jia Yu Channel zendt veel programma's uit die geproduceerd zijn door GDTV.

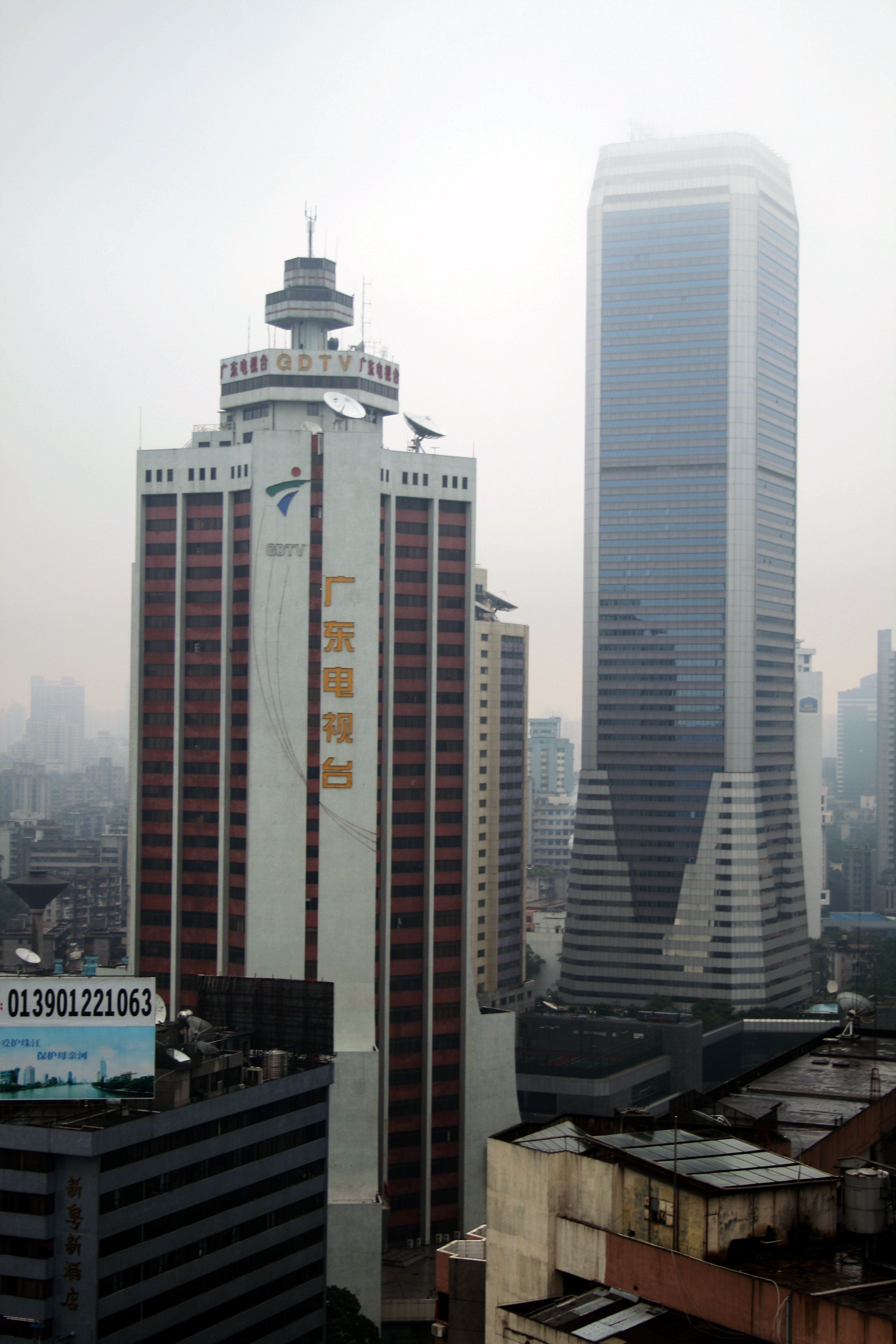
Guangdong Television

## Televisiezenders
- GDTV satelliet (卫星频道)
- GDTV Zhujiang (珠江频道)
- GDTV sportzender (体育频道)
- GDTV openbare zender (公共频道)
- GDTV nieuwszender( 新闻频道)
- GDTV openbaar vervoer (移动频道)
- GDTV Zhujiang buitenland (珠江频道境外版)
- GDTV sportzender Chongqing (体育频道重庆版)
- GDTV Jiajia tekenfilmzender (嘉佳卡通频道)
- GDTV Europese voetbalzender (欧洲足球频道)
- GDTV Engelse zender (英语辅导)
- GDTV golfzender (高尔夫频道)
- GDTV huisdierenzender (快乐宠物频道)
- GDTV fashionzender (时尚频道)